# Union der belgischen Komponisten
Die Union der belgischen Komponisten (niederländisch Unie van Belgische Componisten, UBC; französisch Union des Compositeurs Belges, UCB) ist die 1960 gegründete Berufsvereinigung belgischer Komponisten. Sitz der Organisation ist Brüssel.
Sinn und Zweck der Komponistenvereinigung ist die Förderung sowie die Wahrung der Rechte belgischer Komponisten und ihrer Werke, sowohl national als auch international. Sie steht in enger Zusammenarbeit mit der belgischen Urheberrechtegesellschaft SABAM und dem belgischen Musikdokumentationszentrum CeBeDeM.

## Organisationsstruktur
Die Mitglieder setzen sich überwiegend aus Komponisten der flämisch- und französischsprachigen Teile Belgiens zusammen. Die Union der Belgischen Komponisten wird von einem Kollegium, bestehend aus zwölf Komponisten, verwaltet.

### Vorsitzende seit 1960
- 1960 - 1972 :  Marcel Poot (1901–1988)
- 1972 - 1981 :  Willem Pelemans (1901–1991)
- 1981 - 1985 :  Max Vandermaesbrugge (1933–2020)
- 1985 - 1992 :  Vic Legley (1915–1994)
- 1992 - 2010 :  Jacques Leduc (1932–2016)
- 2010 -      :  Carl Verbraeken (* 1950)